# Игнатьева, Анна Дмитриевна
Анна Дмитриевна Игнатьева (27 октября 1952 — 9 января 2019) — советская и российская театральная художница. Лауреатка Государственной премии РФ, лауреатка российской национальной театральной премии «Золотая маска».

## Биография
Анна Игнатьева родилась 27 октября 1952 года в городе Кириллове Вологодской области.
Её отец — писатель Дмитрий Михайлович Балашов. Бабушка, Анна Николаевна Васильева (Гипси) — художница-декоратор, работала в ТЮЗе вместе с А. А. Брянцевым. По силуэтам театра теней художницы Анны Гипси в Санкт-Петербургском кукольном театре сказки поставлен спектакль «Дикие лебеди» (2010).
Первый профессиональный спектакль («Алёнушка и солдат» по пьесе В. Лившица, 1971) Анна Дмитриевна поставила в Театре кукол Республики Карелия, тогда — Петрозаводском театре кукол.
С 1972 по 1977 — годы учёбы в Ленинградском государственном институте театра, музыки и кинематографии (ЛГИТМиК, ныне Российский государственный институт сценических искусств), курс профессора В. Г. Ховралевой. Специальность: театральная техника и оформление спектакля (художник-постановщик), со специализацией — художник-скульптор театра кукол.
С 1978 года Анна Дмитриевна работала художницей-постановщицей в Кировском областном театре кукол.
С 1978 по 1982 — главная художница Вологодского областного театра кукол.
1983—1987 — художница-постановщица в Пермском областном театре кукол.
С 1987 года Анна Игнатьева — художница-постановщица в Санкт-Петербургском кукольном театре сказки, с 2002 года — главная художница театра.
Большая часть её спектаклей создана в сотрудничестве с режиссёром и мужем Игорем Игнатьевым. Вместе они создали художественную основу того, что критики называют «театром Игнатьевых».
Умерла 9 января 2019 года.

## Основные постановки

### Кировский областной театр кукол
1975 — 1978
- «Голубой щенок», по мотивам сказки Дьюлы Урбана «Щенок, с которым никто не дружил»,
- «Гусёнок», по пьесе Н. Гернет
- «Три поросёнка»
- «Куда ты, жеребёнок?»

### Вологодский областной театр кукол
1978 — 1982
- «Хитрая сказка» по сказке Яна Экхольма «Тутта Карлссон первая и единственная, Людвиг Четырнадцатый и др.»
- «Конёк-горбунок», по мотивам сказки Петра Ершова,
- «Букет ландышей»
- «Принцесса и свинопас»  по сказке Х.-К. Андерсена
- «Семь пингвинят»
- «Доктор Айболит» по мотивам сказки Корнея Чуковского,
- «Солнечный луч»
- «Жаворонок» по пьесе Жана Ануя
- 1991 — «Лисёнок-плут» по пьесе В. Павловскиса
- 1993 — «Как солдат Змея Горыныча победил» по пьесе В. Лившица, И. Кичановой
- 1994 — «Терёшечка» по пьесе С. Седова
- 1997 — «Прыгающая принцесса» по пьесе Л. Дворского
- 2007 — «Сказка о царе Салтане» по сказке А. С. Пушкина
- 2008 — «Дюймовочка» по сказке Х.-К. Андерсена

### Пермский областной театр кукол
1983 — 1987
- 1986 — «Машенька и медведь»
- «Сказка о незадачливом драконе»
- «Всё кувырком» по сказкам Дональда Биссета,
- «Звёздный мальчик»
- «Горящие паруса»
- «Проделки Скапена» по пьесе Ж.-Б. Мольера
- «Солнышко и снежные человечки» по пьесе А.Веселова

### Санкт-Петербургский кукольный театр сказки
- 1988 — «Из Ливерпульской гавани…» по сказкам Редьярда Киплинга
- 1989 — «Дикий» пьеса В. Синакевича по сказке Х.-К. Андерсена «Гадкий утёнок»
- 1989 — «Лисёнок-плут» по пьесе В. Павловскиса
- 1990 — «Журавлиные перья» по пьесе Дзюндзи Киносита
- 1991 — «Маша и медведь» по пьесе В. Швембергера
- «Синяя борода» по пьесе И. Игнатьева
- «Тщетная предосторожность» по пьесе П.-О. де Бомарше́
- «Сказка об Иване-лентяе» по пьесе С. Седова
- «Кошки-мышки» по пьесе Е. Чеповецкого
- «Щелкунчик и мышиный король» по пьесе И. Игнатьева
- «Цирк» по пьесе И. Игнатьева
- «Приключения незадачливого дракона» по пьесе И. Пержиновой
- «Соломенный бычок» по пьесе К. Мешкова
- «Терёшечка» по пьесе С. Седова
- «Снежная королева» пьеса И. Игнатьева по сказке Х.-К. Андерсена «Снежная королева»
- «Сказка о Царе Салтане» по пьесе И. Всеволодова
- «Маленький Мук» по пьесе И. Всеволодова
- «История Бабочки» по пьесе Л. Ветанги
- «Дед мороз и тролли» по пьесе И. Игнатьева
- «Дед мороз и инопланетяне»
- «Буратино против Карабаса или Да здравствует Дед Мороз!» по пьесе И. Всеволодова
- «Как найти Снегурочку» по пьесе И. Игнатьева
- 2019 «Ещё раз о Дюймовочке» (Постановка осуществлена Ф. Игнатьевым по эскизам А. Д. Игнатьевой)
- 2019 - «Люшины сказки» по пьесе И. Всеволодова (Постановка осуществлена Ф. Игнатьевым по эскизам А. Д. Игнатьевой)

## Премии
- 2002 — Государственная премия РФ в области литературы и искусства за произведения для детей и юношества за спектакль Санкт-Петербургского кукольного театра сказки «Щелкунчик и мышиный король»[4].
- 2002 — Российская национальная театральная премия «Золотая маска» в номинации «Куклы / Работа художника» за спектакль Санкт-Петербургского кукольного театра сказки «Щелкунчик и мышиный король»[5].